# Julian Dziedzina
 (août 2018).
Si vous disposez d'ouvrages ou d'articles de référence ou si vous connaissez des sites web de qualité traitant du thème abordé ici, merci de compléter l'article en donnant les références utiles à sa vérifiabilité et en les liant à la section « Notes et références ».
Julian Dziedzina est un réalisateur et critique polonais né le 21 octobre 1930 à Lesko et mort le 21 mai 2007 à Łódź.

## Filmographie

### Réalisateur
Cinéma
- 1984 : Tajemnica starego ogrodu
- 1979 : Umarli rzucaja cien
- 1974 : Na niebie i na ziemi
- 1972 : Bitva o Hedviku
- 1970 : Mały
- 1969 : Czekam w Monte-Carlo
- 1967 : Bokser
- 1965 : Swieta wojna
- 1964 : Rachunek sumienia
- 1963 : Mam tu swój dom
- 1960 : Decyzja
- 1960 : Miasteczko
- 1957 : Koniec nocy

Télévision
- 1992 : W piata strone swiata (Série)
- 1989 : Ucieczka z miejsc ukochanych (Mini-Série)
- 1968 : Otello z M-2